# Michael Trengert
Michael Trengert (* 4. November 1968 in Geislingen an der Steige; † 23. September 2013 in Salach) war Gründer des europäischen Ablegers des Metal-Labels Metal Blade, sowie Mitveranstalter des deutschen Metal-Festivals Summer Breeze.

## Leben
Trengert begeisterte sich schon früh für die Musik und begann im Alter von elf Jahren Konzerte zu besuchen und mit Freunden Musik-Demotapes zu tauschen. Später brachte er sein eigenes Musikmagazin „Speed Attack“ heraus. Nach seiner Lehre war er der erste offizielle Mitarbeiter des Donzdorfer Musiklabels Nuclear Blast, für die er als Promoter tätig war.
Mitte der 1990er Jahre gründete er seine eigene Firma „Pulse Promotion“. Auf einer USA-Reise als Tourbegleiter von Pungent Stench kam er mit dem amerikanischen Label Metal Blade Records in Kontakt, welche planten, ihr Engagement in Europa auszubauen.
Nach der Eröffnung der Außenstelle „Metal Blade Records Europe“ 1995 im schwäbischen Salach, war Trengert bis 2009 deren Geschäftsführer. In dieser Funktion war er Wegbereiter der Bands Amon Amarth, Cannibal Corpse, Neaera, Powerwolf und Primordial.
Seit 2002 war er, mit seiner Firma Silverdust Records, außerdem Mitveranstalter des Metal-Festivals Summer Breeze.
Nach langer Krankheit verstarb Michael Trengert am 23. September 2013.
Seit dem Jahr 2014 trägt die zweitgrößte Bühne auf dem Summerbreeze Festival in Gedenken an Michael „T“ Trengert den Namen T-Stage.
Amon Amarth widmeten dem Gedenken an Michael Trengert ihr 2016 erschienenes Album Jomsviking.